# Rieswarte

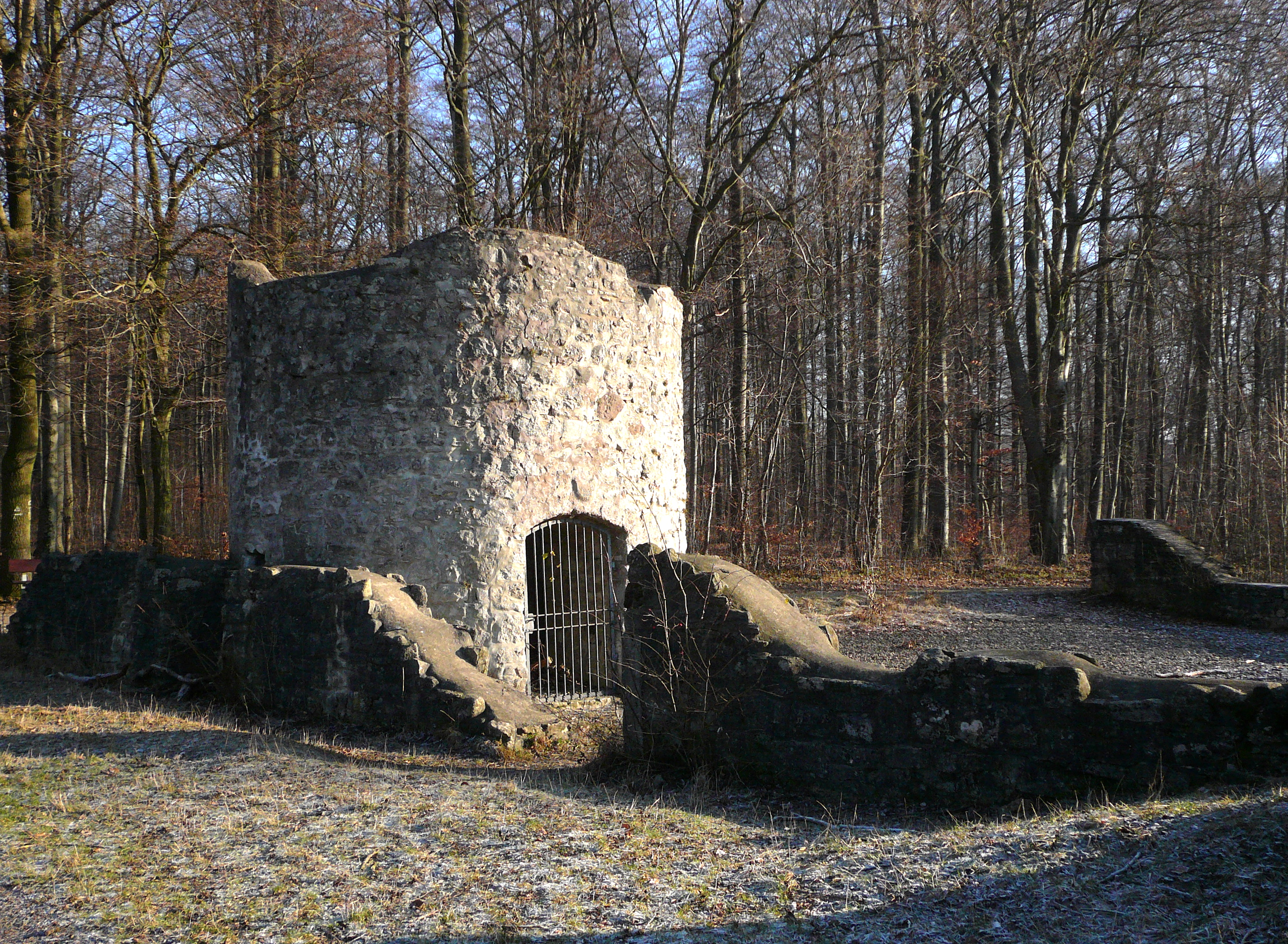
Rieswarte, Ansicht von Westen (2008)

Die Rieswarte oder Nikolausberger Warte befindet sich nordöstlich des Göttinger Stadtteils Nikolausberg in Niedersachsen. Sie ist die Ruine eines Wartturms des äußeren Ringes der mittelalterlichen Göttinger Landwehr.

## Geographische Lage
Die Rieswarte liegt im Göttinger Wald knapp 7 km vom Stadtzentrum entfernt an einem Waldrand des Pleßforstes etwa 2,4 Kilometer nordnordöstlich des Ortskerns und außer Sichtweite von Nikolausberg auf 352 m ü. NN. Unmittelbar nördlich der Warte befindet sich ein Waldwegabzweig (352,5 m ü. NN) zweier Wirtschaftswege, die Felder südlich der Warte tragen die Flurbezeichnung „Über dem Hevel“, westlich und nördlich der Warte fällt das Gelände zum etwa 500 Meter entfernten oberen Teil der Billingshäuser Schlucht ab. Deppoldshausen liegt 2,2 Kilometer westnordwestlich und die ebenfalls im Zusammenhang der Landwehr errichtete Roringer Warte (Berwinkelswarte) liegt in Sichtweite 2485 Meter südöstlich entfernt auf etwa 325 m ü. NN. Südlich und östlich der Warte schließt sich das Naturschutzgebiet Bratental an.

## Baubeschreibung

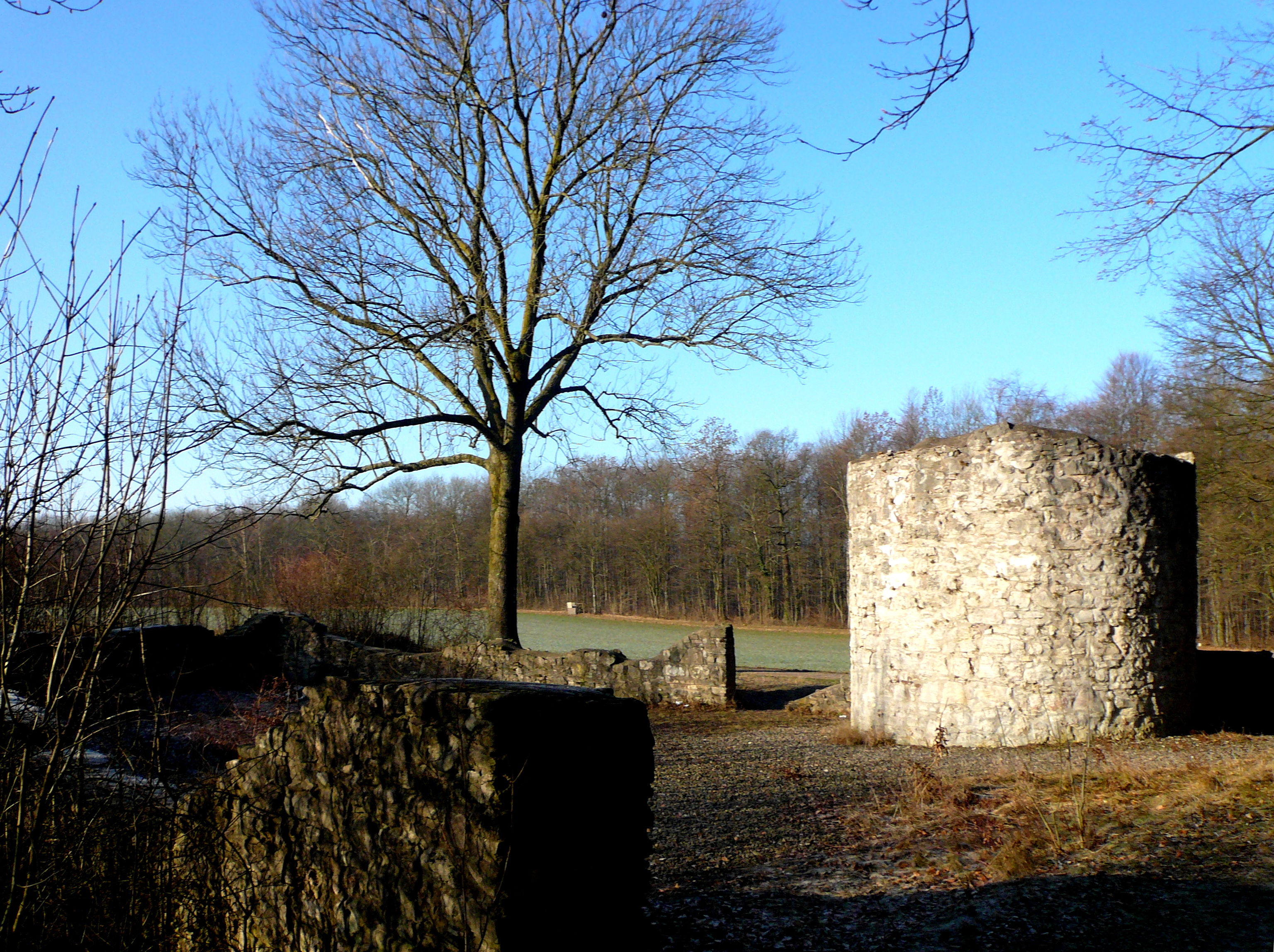
Rieswarte von Osten mit Resten der Umfassungsmauer (2008)

Die Warte hatte eine ursprünglich vermutlich etwa 4 Meter hohe trapezförmige Umfassungsmauer mit Zugang im Nordwesten, deren Reste auf drei Seiten noch einen Eindruck der Anlage vermitteln. Der Mauer vorgelagert war ein flacher muldenförmiger Graben und eine Wallhecke. Innerhalb der Mauer sind neben dem Wartturm noch drei ehemalige Gebäude archäologisch nachgewiesen, von denen eines als Stallung, ein weiteres als Wohn- oder Wirtschaftsgebäude und das dritte, in der Mitte der Anlage liegende Gebäude als Arbeitshütte, wahrscheinlich für Textil- und Metallverarbeitung, identifiziert wurde.
Der Wartturm steht unmittelbar an der nordwestlichen Mauer, ist im Grundriss annähernd rund angelegt und hat eine Wandstärke von rund 1,20 Meter, ein heute durch ein Gitter verschlossener Zugang befindet sich im Südwesten. Ursprünglich hatte der Turm eine Höhe von etwa 19 Metern, die Oberkonstruktion bestand aus Fachwerk. Heute ist noch der Schaft bis in ungefähr 5 Meter Höhe erhalten. Im Turm war eine Kloake integriert, die sich an der Mauerseite befand, so dass der Unrat nicht innerhalb der Anlage landete.
Nordöstlich der Warte ist am Waldrand noch ein Rest der ehemaligen Landwehr erhalten, die von der unmittelbar an der Warte vorbeiführenden Feld-/Forststraße durchschnitten wird. Der heute im Wald erkennbare Wall mit dahinterliegendem Graben ist auf mehreren hundert Metern Länge unterschiedlich gut erkennbar, der Höhenunterschied zwischen Grabensohle und Wallkrone beträgt noch bis zu 1,50 Meter. Es ist davon auszugehen, dass der Graben früher erheblich tiefer war und dass der Wall als Knick mit undurchdringlichem Dornengebüsch bewachsen war und so durchaus als wirkungsvolle Abgrenzung dienen konnte.

## Geschichte

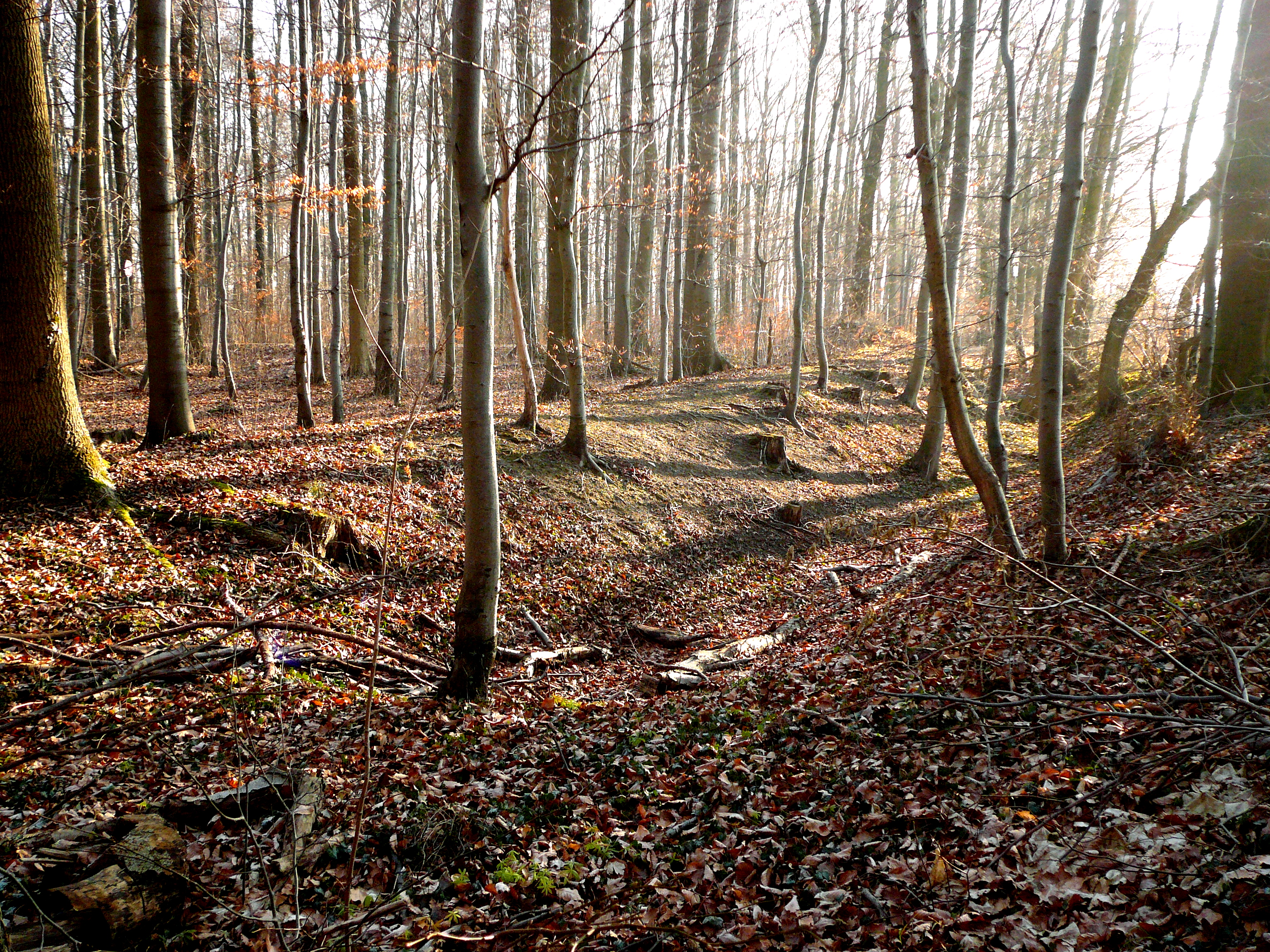
Reste der Landwehr bei der Rieswarte

Mit einer längeren Urkunde erteilte der Braunschweiger Herzog Otto der Quade am 19. Juni 1380 dem Rat der Stadt Göttingen für 250 Silbermark die Genehmigung zur Errichtung einer Landwehr. Entsprechend dieser Genehmigung begann die Stadt mit der Errichtung von Landwehrlinien, die an wichtigen Straßen und günstigen Beobachtungsstellen durch Warten gesichert wurden. Der Ausbau erfolgte in zwei unregelmäßigen Ringen um die Stadt, später wurde im Süden noch eine dritte Landwehrlinie angelegt.
Die Rieswarte bildete den nordöstlichen Eckpunkt der zweiten Landwehrlinie. Sie wurde 1438–42 errichtet und sicherte die Straße über Gillersheim Richtung Harz; deshalb wurde sie nicht als reine Beobachtungs- und Frühwarnstation auf der Berghöhe errichtet, hat aber Sichtkontakt zur benachbarten Roringer Warte.
In alten Beschreibungen wird die Warte auch „weiße Warte“ genannt oder nach ihrer Lage als „hoen warde hinder sinte Nicolaes“ bezeichnet.
Bereits im 15. Jahrhundert begannen das Landwehrsystem und die Warten zu verfallen. Ursache war wahrscheinlich neben der schwierigeren wirtschaftlichen Situation und den hohen Unterhaltungskosten für die Stadt die Weiterentwicklung der Kriegstechnik mit immer weiter verbreiteten und höher entwickelten Feuerwaffen, zudem verlor die Stadt ebenso wie der Landadel gegenüber der Landesherrschaft immer mehr an Macht. Die Rieswarte wurde wahrscheinlich zu Beginn des 16. Jahrhunderts aufgegeben.
In den Jahren von 1980 bis 1982 erfolgten an der Rieswarte archäologische Untersuchungen durch die Stadtarchäologie Göttingen unter dem damaligen Leiter Sven Schütte, bei denen innerhalb einer Ummauerung auch mehrere Nebengebäude ermittelt werden konnten; anschließend wurde das Ruinenmauerwerk gesichert und restauriert.